# Middleport (Ohio)
Middleport is een plaats (village) in de Amerikaanse staat Ohio, en valt bestuurlijk gezien onder Meigs County.

## Demografie
Bij de volkstelling in 2000 werd het aantal inwoners vastgesteld op 2525.
In 2006 is het aantal inwoners door het United States Census Bureau geschat op 2508, een daling van 17 (-0.7%).

## Geografie
Volgens het United States Census Bureau beslaat de plaats een oppervlakte van
4,9 km², waarvan 4,7 km² land en 0,2 km² water.

## Plaatsen in de nabije omgeving
De onderstaande figuur toont nabijgelegen plaatsen in een straal van 8 km rond Middleport.